# Alejandro Garmendia
Alejandro López Garmendia, conocido como Alejandro Garmendia (1959- 2017 San Sebastián)  fue un fotógrafo y pintor español, que vivió y trabajó entre Francia y Nueva York. 
La obra de Garmendia, se desarrolla mediante series con una clara unidad temática, aunque expresada con recursos estilísticos de compleja variedad. Su obra pictórica se basa también en la representación de espacios oníricos habitados por objetos irreconocibles.
En sus trabajos se utilizan técnicas digitales, fotográficas y pictóricas caracterizadas por utilizar elementos arquitectónicos descontextualizados, lo que da origen a una serie de espacios imaginarios. Sus trabajos se basan en el concepto de ruptura con la conexión lógica de la realidad, indagando en sus fotografías sobre la escala y la funcionalidad de los objetos, documentando una realidad inexistente.
Su obra se ha expuesto en galerías de EE. UU., México, Portugal, Italia, Alemania, Francia y España.

## Reseña biográfica
Su primera exposición en Madrid tiene lugar en la Galería Antonio Machón (1989).
De la década de los noventa datan los fotomontajes en los que emplea imágenes procedentes de los medios ilustrados y fotografías de arquitectura que interviene digitalmente planteando un análisis de la realidad basado en la ruptura con la conexión lógica de los acontecimientos.
En 2007 expone junto a Andreas Gursky, Jan Fabre y Per Barclay en el Museo Reina Sofia De Madrid y en 2008 comienza a trabajar con la Galería Mc Clain de Houston (Texas).